# Ford (Washington)
Ford az Amerikai Egyesült Államok északnyugati részén, Washington állam Stevens megyéjében elhelyezkedő önkormányzat nélküli település.
Ford postahivatala ma is működik.